# Pionerske, Simferopol
Pionerske (în ucraineană Піонерське) este un sat în comuna Dobre din raionul Simferopol, Republica Autonomă Crimeea, Ucraina.

## Demografie
Componența lingvistică a localității Pionerske
     Tătară crimeeană (47,78%)
     Rusă (43,42%)
     Ucraineană (4,59%)
     Alte limbi (0,88%)
Conform recensământului din 2001, nu exista o limbă vorbită de majoritatea populației, aceasta fiind compusă din vorbitori de tătară crimeeană (47,78%), rusă (43,42%) și ucraineană (4,59%).